# Hassan Koubba
Pour les articles homonymes, voir Kouba (homonymie).
Vous pouvez aider à l'améliorer ou bien discuter des problèmes sur sa page de discussion.
- Cet article biographique nécessite des références supplémentaires pour assurer sa vérifiabilité. (Marqué depuis mars 2024)
- Son contenu est rédigé entièrement ou presque à partir d'une seule source. N'hésitez pas à modifier cet article pour améliorer sa vérifiabilité en apportant de nouvelles références dans des notes de bas de page. (Marqué depuis mars 2024)
- Certaines informations devraient être mieux reliées aux sources mentionnées dans la bibliographie ou les liens externes. Améliorez sa vérifiabilité en les associant par des références. (Marqué depuis mars 2024)
- Il ne s’appuie pas, ou pas assez, sur des sources secondaires ou tertiaires. (Marqué depuis mars 2024)

- Archive Wikiwix
- Bing
- Cairn
- DuckDuckGo
- E. Universalis
- Gallica
- Google
- G. Books
- G. News
- G. Scholar
- Persée
- Qwant
- (zh) Baidu
- (ru) Yandex
- (wd) trouver des œuvres sur Wikidata

Hassan Koubba est un acteur franco-marocain.

## Biographie
Prédestiné à devenir ornithologue, Hassan Koubba change complètement de choix professionnel en voyant le film La Beauté du diable de René Clair. C'est à ce moment précis qu'il décide de devenir comédien, Hassan monte alors en 1989 avec des amis de son quartier des coteaux à Mulhouse une troupe qu'ils nommeront « Les Coriaces ». Ils feront quelques prestations en Alsace puis se séparerons un an plus tard. Mais Hassan ne se résigne pas et suit et donne des cours de théâtre dans une MJC de Mulhouse. En 1993, il assiste à la projection du film de Malik Chibane Hexagone, Hassan se reconnaît à travers les traits d'un des personnages du film ce qui le motive d'autant plus ; il doit en faire son métier. Contre l'avis de sa famille et encouragé par l'ostracisme des jeunes de sa cité (son surnom était Jean de Florette) il monte à Paris pour essayer de percer dans sa vocation. Finalement, il est remarqué en 1995 dans Zone Franche, film de Paul Vecchiali, et depuis il a enchaîné les rôles au cinéma et à la télévision. De 2005 à 2010, Hassan Koubba interprète un lieutenant de police (Micky) un des personnages récurrents d'une série télévisée de TF1 Diane, femme flic aux côtés de Laurent Gamelon et Isabel Otero. En 2013, il fait une apparition dans Les Garçons et Guillaume, à table ! de Guillaume Gallienne. Hassan interprète l'aide de camp du président François Hollande (Patrick Braoudé), dans le film de Clint Eastwood Le 15 h 17 pour Paris retraçant l'histoire d'Alek Skarlatos, Spencer Stone et Anthony Sadler, les trois militaires américains ayant maîtrisé le terroriste du thalys 9364 le 21 août 2015.

## Filmographie

### Cinéma
- 1989 : Marrakech Express de Gabriele Salvatores
- 1996 : Zone franche de Paul Vecchiali
- 1997 : Baby Blues de Stéphane Lévy
- 1998 : Zonzon réalisé par Laurent Bouhnik
- 2000 : Djib de Jean Odoutan
- 2001 : Change-moi ma vie de Liria Bégéja
- 2005 : Ze Film réalisé par Guy Jacques
- 2005 : Il était une fois dans l'Oued réalisé par Djamel Bensalah
- 2010 : L'Enfance du mal réalisé par Olivier Coussemacq
- 2013 : Les Garçons et Guillaume, à table ! réalisé par Guillaume Gallienne
- 2017 : Le 15 h 17 pour Paris (The 15:17 to Paris : The True Story of a Terrorist, a Train, and Three American Heroes) réalisé par Clint Eastwood
- 2018 : Neuilly sa mère, sa mère ! de Gabriel Julien-Laferrière

### Télévision
- 1998 : Victor Schœlcher, l'abolition réalisé par Paul Vecchiali
- 1998 : Au cœur de la loi réalisé par Denis Malleval
- 1999 : Evamag réalisé par Christian François
- 1999 : Les Terres froides de Sébastien Lifshitz
- 2001 : La Mémoire à vif réalisé par Patrick Poubel
- 2003 : Zéro défaut de Pierre Schöller
- 2003 : Kelif et Deutsch à la recherche d'un emploi réalisé par Frédéric Berthe
- 2003 - 2004 :  PJ réalisé par Gérard Vergez (4 épisodes)
- 2005 : Navarro réalisé par Jean Sagols
- 2005 - 2010 : Diane, femme flic réalisé par J.M Seban, Marc Angelo, Étienne Dahene, Josée Dayan, Nicolas Herdt, Dominique Tabuteau, Manuel Boursinhac, Jean Michel Fages
- 2012 : Main courante réalisé par Jean Marc Thérin
- 2013 : Platane réalisé par Éric Judor

## Théâtre
- 1992 : Les Coriaces, mise en scène Hassan Koubba
- 2000 : Tu n'as pas honte de demander de l'argent à quelqu'un de plus petit que toi ?, mise en scène Colin David Reese
- 2008 : La Poudre d'intelligence de Kateb Yacine, mise en scène Frédéric Houessinon
- 2010 : Les Tribulations d'un jeune à côté de ses pompes de Frédéric Houessinon, mise en scène Frédéric Houessinon
- 2010 : Splendid's de Jean Genet, Théâtre Le Colombier Bagnolet, Tanger, Tétouan, Fès, Larache, mise en scène Cristèle Alves Meira
- 2011 : Les Tribulations d'un jeune à côté de ses pompes 2, de Frédéric Houessinon, mise en scène Frédéric Houessinon
- 2022-2023 : L'Alsacien de Hassan Koubba